# Vidreres
Vidreres est une commune de la province de Gérone, en Catalogne, en Espagne, de la comarque de la Selva.

## Personnalités
- Martí Vergés (1934-2021), footballeur espagnol.

## Jumelage
- Espéraza (France)